# 4907 Zoser
4907 Zoser је астероид главног астероидног појаса. Приближан пречник астероида је 21,98 ,
а средња удаљеност астероида од Сунца износи 3,174 астрономских јединица (АЈ).
Инклинација (нагиб) орбите у односу на раван еклиптике је 5,993 степени, а орбитални период износи 2065,741 дана (5,655 година). Ексцентрицитет орбите астероида износи 0,095.
Апсолутна магнитуда астероида износи 12,10 а геометријски албедо 0,052.
Астероид је откривен 17. октобра 1960. године.